# 地球の極と端の一覧
地球の極と端の一覧（ちきゅうのきょくとはしのいちらん）は、地球上の「最北」「最高」「最遠隔」など「端」あるいは「極」の一覧である。

## 地点

### 最北と最南
- 最北の点：北極海にある北極点である。

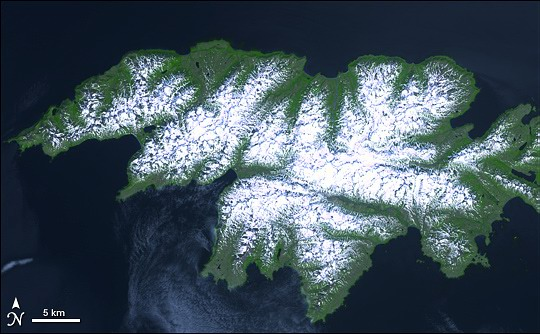
日付変更線を基準とした場合の最西端の島アッツ島

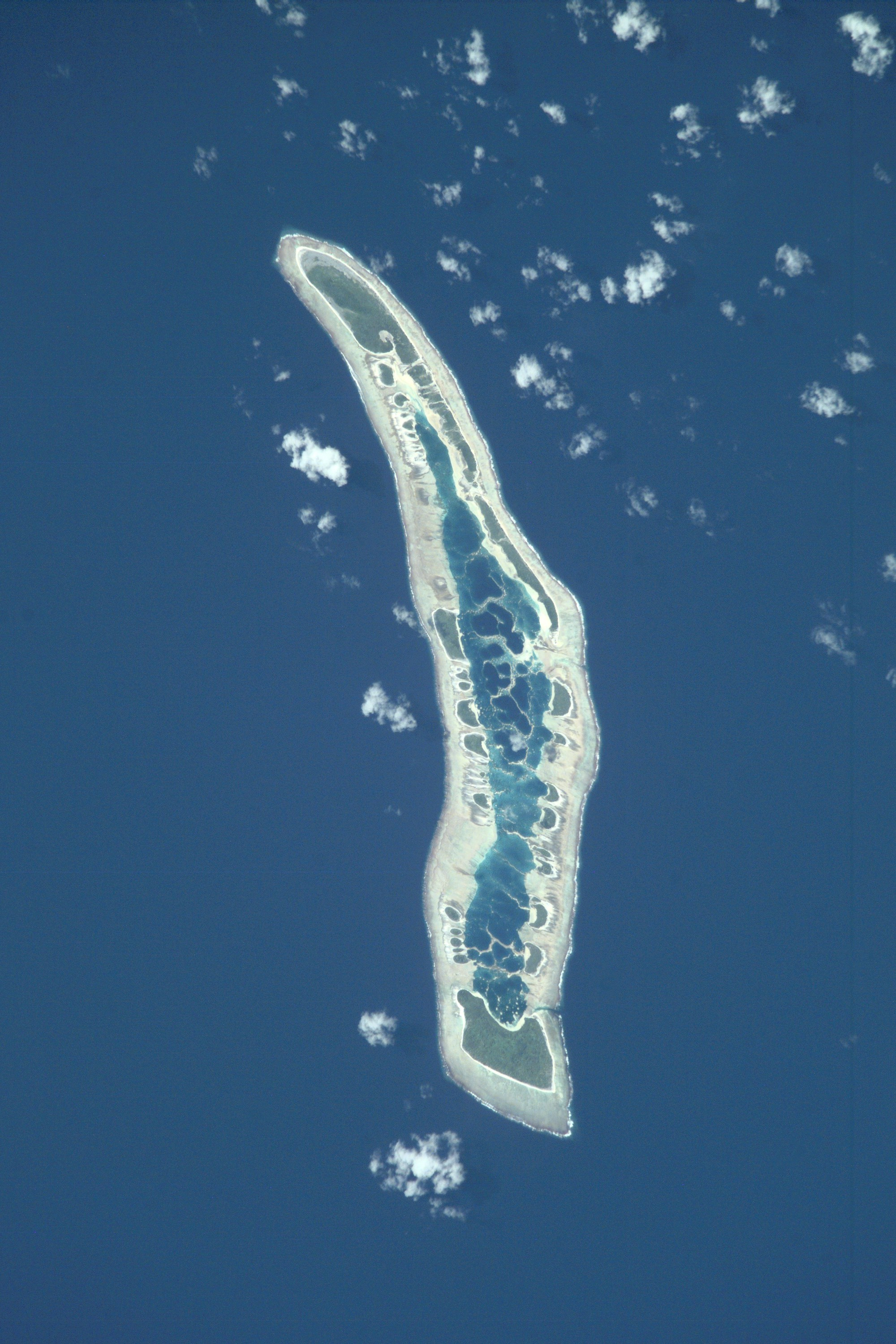
同じく最東端の島カロリン島

- 最北の陸地：グリーンランド北方にあるカフェクルベン島である。北緯83度40分 西経29度50分 / 北緯83.667度 西経29.833度にあり、グリーンランド本土のモリス・ジェサップ岬北緯83度38分 西経32度40分 / 北緯83.633度 西経32.667度よりやや北に位置する。オーダーク（北緯83度40分 西経30度40分 / 北緯83.667度 西経30.667度、砂利の浅瀬）、83-42地点（北緯83度42分05.2秒 西経30度38分49.4秒 / 北緯83.701444度 西経30.647056度、苔むした岩礁）はさらに北にあり、最北の陸地候補である。
- 最南の点および最南の陸地：南極大陸にある南極点である。
- 最東端かつ最西端の陸地：現行の経度に従えば、180度の子午線が通過する全ての陸地である。これはウランゲリ島・チュクチ半島基部・南極大陸とフィジーのバヌアレブ島の東の半島、タベウニ島の中央部、ラビ島の西部を通る。
- 日付変更線を基準にした場合の最西端の陸地：アラスカのアッツ島になる。
- 同じ場合の最東端の陸地：キリバスのカロリン島になる。
  - 1995年に日付変更線が変更されてキリバス全域がアジア側になった[1]。以前の日付変更線に従えば、トンガのニウアトプタプ島の近くにあるタファヒ島であろう。

### 高低

#### 最高点

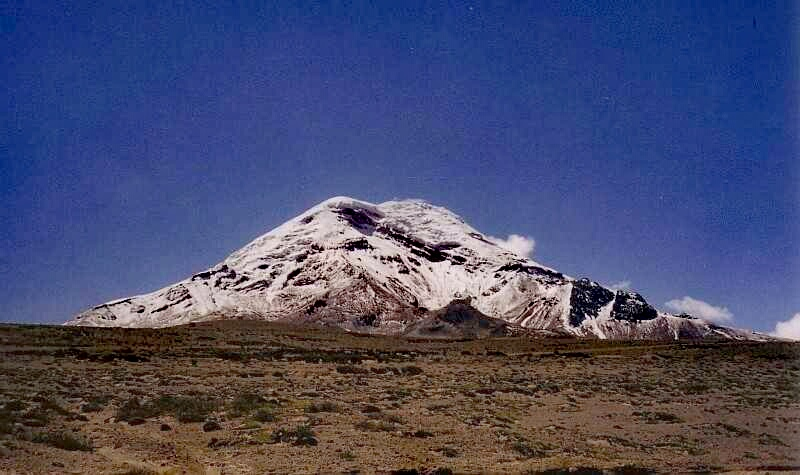
地球の中心から最も遠い地点を頂上に持つチンボラソ

- 海面から測る最高点：ネパールとチベットの境界にあるエベレストの頂上である。標高の測量値には多少の異同があるが、一般には海抜8848mとされる。
- 地球中心からの最遠点：エクアドルの火山チンボラソの頂上で、6384.4kmである[2][3]。地球は自転の影響で完全な球ではなく扁球に近いため、赤道から離れているエベレスト頂上は6382.3kmとなりチンボラソ頂上より遠くない。
- 基盤から測る最高点：ハワイのマウナ・ケア山は海抜4205mであるが、海面下の基盤からでは頂上まで10203mあり最も高い[4]。

#### 最低点
- 海面下の最低点：マリアナ海溝にあるチャレンジャー海淵であるとされる。海面下10911m[5]である。有人でただ一度「トリエステ」が1960年に、無人ではその後に2回「かいこう」と「ネーレウス」が到達している。
- 地下の最低点：地表面から2000m以上ある。高低差の一例としてジョージアのガグラ地区にあるクルベラ洞窟は洞口と最深到達点の高低差が2080mある[6][7]。
- 海面以外の最低点：南極のベントリー氷河底地溝で、海抜マイナス2555mであるが、分厚い氷床に覆われている[8]。
- 濡れていない陸上の最低点：死海沿岸で、海抜マイナス418mである。
- 地球中心との最近点：およそ6353kmで、おそらく北極点に近い北極海のユーラシア海盆にあるリトケ海淵最深の5450m地点で、マリアナ海溝の6366.4kmを下回る。

#### 地形の最高点

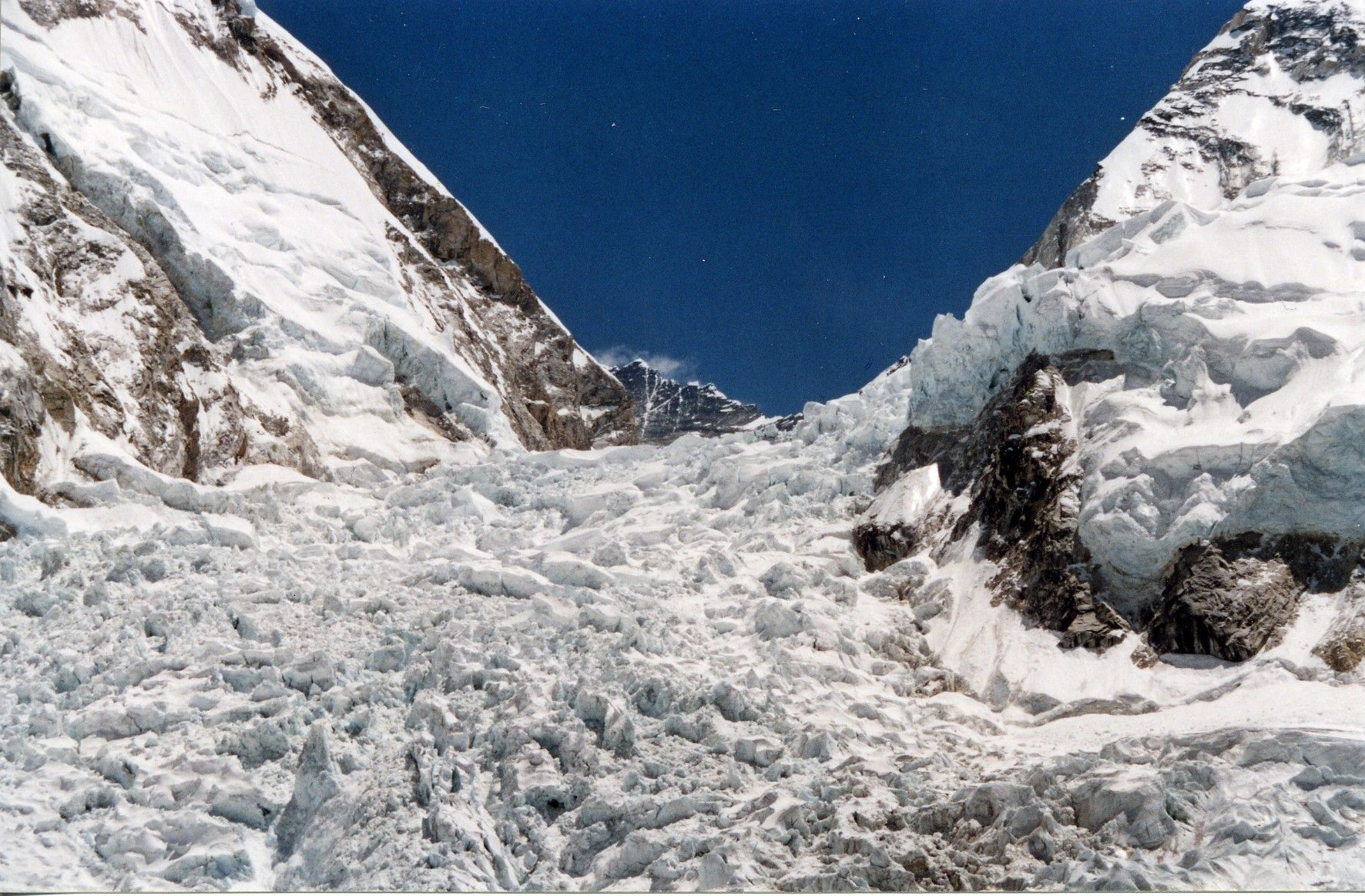
最高所の氷河、クンブ氷河

- 湖：アルゼンチンとチリの国境にある、これ自身も火山として世界最高である、オホスデルサラード山にある直径100mほどの無名の火口湖が、6390mの高さにある[9][10]。湖そのものはチリ側にある。他の候補にはエベレストの北東（チベット側）斜面にあるラグバ・プール（英語版）が6368mの海抜で北緯28度3分 東経86度58分 / 北緯28.050度 東経86.967度にある[10]。航行可能な湖としてはペルーとボリビアの国境にあるチチカカ湖で、海抜3812mである。
- 氷河：エベレストの南西（ネパール側）斜面にあるクンブ氷河（英語版）でローツェの西側およそ7600mないし8000mに源を持つ[11]。
- 島：チベットの湖オルバ・ツォは海抜5209mで、多数の島がある[12]。

#### 地形の最低点
- 島：エチオピア北部の湖アフレラ湖（英語版）（Afrera Ye'ch'ew Hayk）は海抜マイナス103mで島がある[12]。
- 湖：死海で海抜マイナス418mである。
- 河川：死海に流入するヨルダン川の河口部が最低所の河川になる。
- 洞窟：ジョージアにあるヴィロフキナ洞窟。入り口からの標高差は2,212m。[13][14]

### 到達不能極

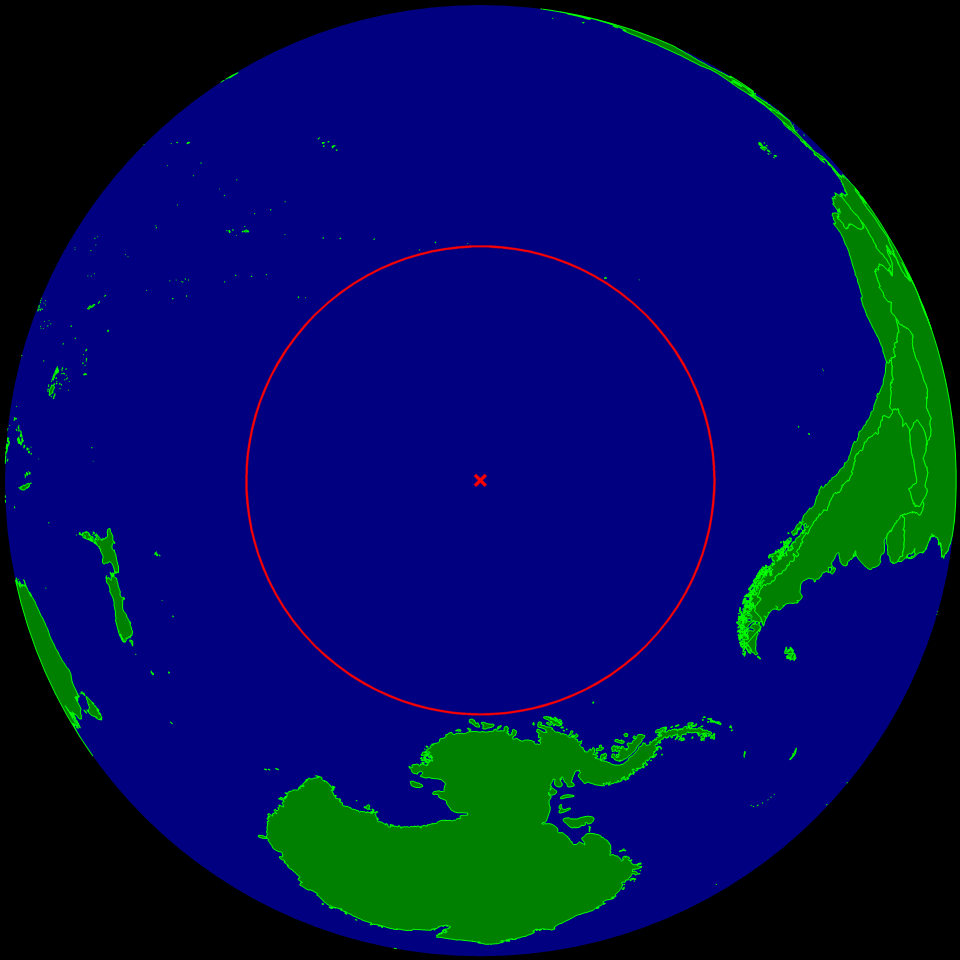
太平洋到達不能極

- 大陸到達不能極：ユーラシア到達不能極（フランス語版）が海洋から最も遠い陸地である。カザフスタン国境に近い新疆にあり、以前は最寄りの海岸から2645kmで、ウルムチの北320km、グルバンテュンギュト砂漠にある北緯46度17分 東経86度40分 / 北緯46.283度 東経86.667度と考えられていた。2007年にオビ湾を海洋に含めて新しい点を求めた研究[15]では、誤差範囲内に2地点、いずれも新疆で、Kokirqin Shan Mountainの近くの北緯44度17分 東経82度11分 / 北緯44.29度 東経82.19度と、ウルムチの北北東174kmにある北緯45度17分 東経88度08分 / 北緯45.28度 東経88.14度を求めている。前者は海から2510±10km、後者は2514±7kmある。
  - 北アメリカ大陸：北緯43度22分 西経101度58分 / 北緯43.36度 西経101.97度[15]、サウスダコタ州のカイル (サウスダコタ州)（英語版）とアレン (サウスダコタ州)（英語版）の間にある。
  - 南アメリカ大陸：南緯14度03分 西経56度51分 / 南緯14.05度 西経56.85度[15]、ブラジルのアレナポリス（ポルトガル語版）付近。
  - アフリカ大陸：北緯5度39分 東経26度10分 / 北緯5.65度 東経26.17度[15]、中央アフリカ共和国・南スーダン・コンゴ民主共和国の三国国境付近でオボの町に近い。
  - オーストラリア大陸：南緯23度2分 東経132度10分 / 南緯23.033度 東経132.167度[16]または南緯23度10分 東経132度16分 / 南緯23.17度 東経132.27度[15]、いずれもアリススプリングス付近。
- 海上の到達不能極 : ポイント・ネモ ネモ船長の点とも呼ばれる陸地から最も遠い海洋の点は南太平洋の南緯48度52.6分 西経123度23.6分 / 南緯48.8767度 西経123.3933度にあり、2690km最寄りの陸地から離れている[15]。ピトケアン諸島のデュシー島は北に、南極のマリーバードランド・サイプル島沖のメイハー島（英語版）は南に、イースター島の属島モトゥ・ヌイは北東に位置する。

### 隔絶・最遠

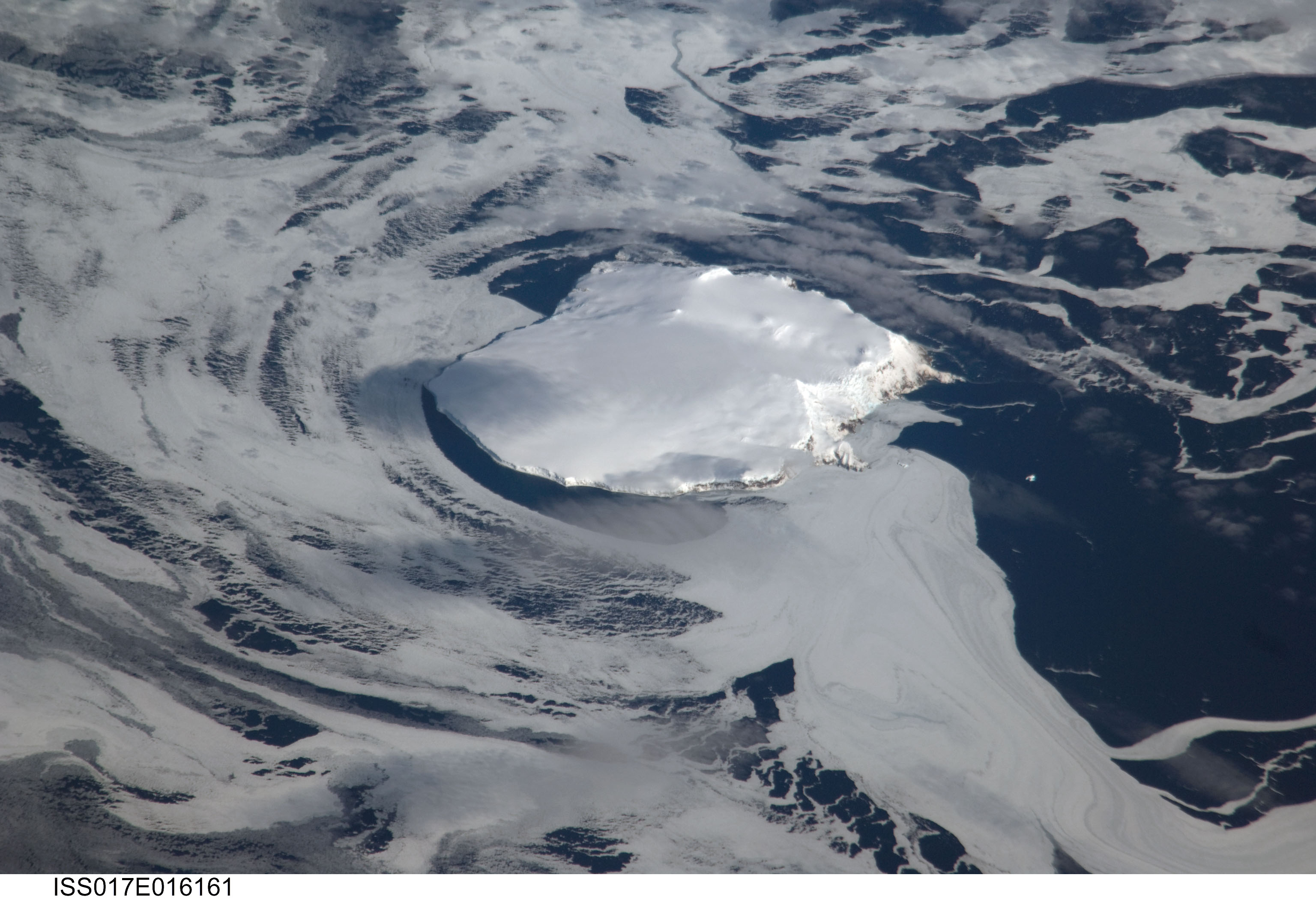
絶海の孤島ブーベ島。最も近い陸地は南極大陸で1600km離れている。

- 陸地から最も離れた場所にある島：南極海にあるノルウェー領のブーベ島（南緯54度26分 東経3度24分 / 南緯54.433度 東経3.400度）。最も近い陸地は南極大陸のドロンニング・モード・ランドで、1600km以上離れている。最寄りの有人の陸地はトリスタンダクーニャで2260km。南アフリカには2580kmの距離がある。
- 有人の陸地から最も離れた場所にある有人の島：イギリスの海外領土セントヘレナ・アセンションおよびトリスタンダクーニャに属する、南大西洋のトリスタンダクーニャ。最も近い有人の陸地は、2429km離れたセントヘレナである。南アフリカからは2816km、南アメリカからは3360km離れている。
- 河口から最も遠い源流：ナイル川あるいはアマゾン川のどちらかの源流部であると考えられるが、いずれも調査が進んでいないため詳細は不明である。

## 人口・人工物

### 人口・経済の極

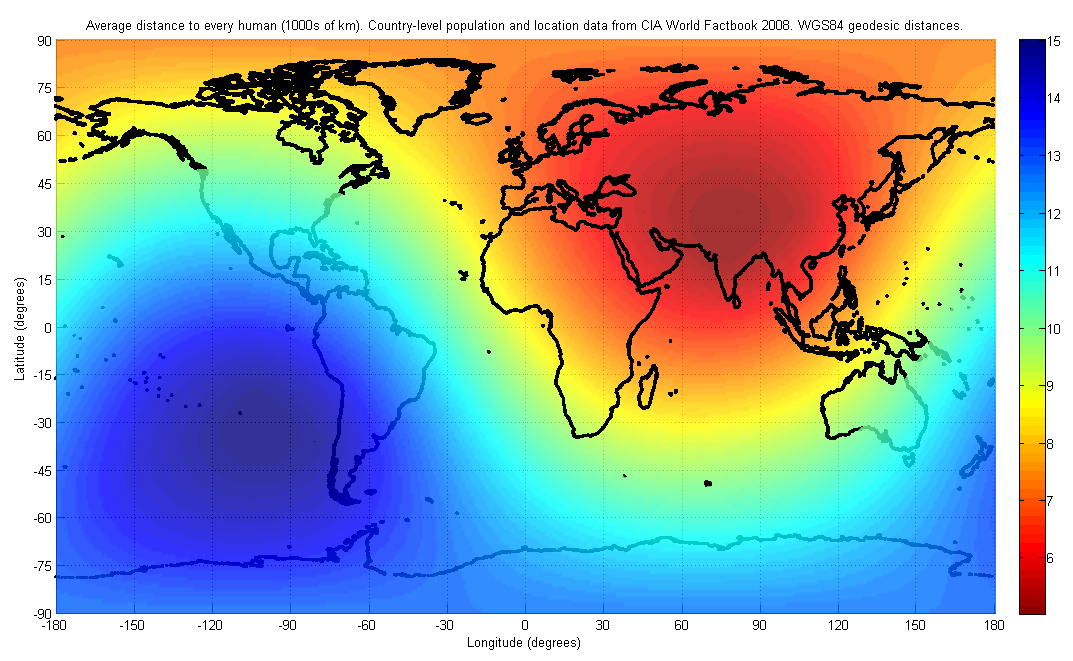
世界の人口重心

- 人口重心：定義や計算に使うデータの精度は様々であり、3次元のベクトルにした大都市の人口を平均して地球内部に点を求めたもの[18]、地球表面のグリッドに人口を配置して測地線の和の最短を地球表面上に求めたもの[19]、国別人口に対して測地線の和の最短を地表面上に求めた右図[17]などの例がある。いずれも中央アジア南部から南アジア北部に重心を得ている。
- 経済重心：人口の代わりに経済の指標を使うと「経済重心」と呼べるものが求められる。北ヨーロッパのアイスランドからスピッツベルゲン島付近にある[18][19]。
- 人口の集中：局所でみると、武漢市周囲1000kmに地球上の15％の人口が集中している[19]。他ではナーグプル周辺に12％、プラハ周辺に7％など。
- 経済の集中：経済ではフランスのメス周囲1000kmに地球上のGNPの24％が集中している[19]。他では京都[20]周辺に18%、コロンバス周辺に13%など。

### 居住地の最高所・最低所
- 居住地の最高点：ペルーのラ・リンコナダで海抜は5100m、金鉱山の近くにあり、40年以上にわたって存続している[21]。
- 駐屯地：シアチェン氷河にあるインド軍のSonam Spotが、海抜6400mにある[22][23][24]。最高所の紛争地であり、最高所のヘリパッドもここにある。

### 隔たった居住地

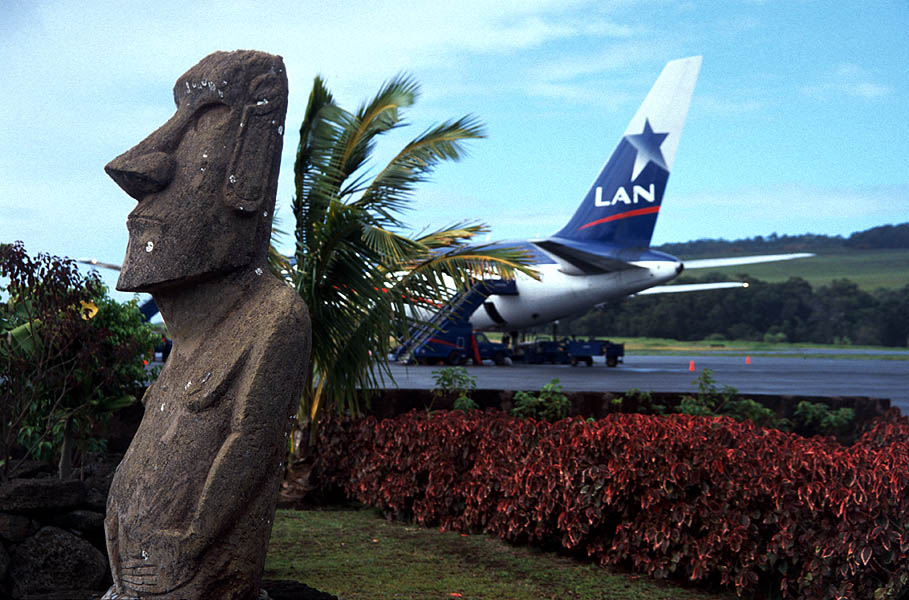
イースター島のマタベリ国際空港。最も他から離れた空港

- 最も隔絶した首都：主権国家の首都で最も他から離れているのはニュージーランドのウェリントンとオーストラリアのキャンベラの相互の間で2326km。キャンベラは、ニューカレドニアのヌメアとは2217kmで[25]ウェリントンに対するよりも近い。将来予定されるニューカレドニア独立についての投票によってはウェリントン単独になる可能性もある。
- 最も隔絶した人口100万人以上の都市：ニュージーランドのオークランド。同等あるいはそれ以上の都市で最も近いのはオーストラリアのシドニーで2159km離れている[26]。僅差で2位は2134km（空路）でオーストラリアのパースで、最寄りはアデレードである[26]。
- 最も隔絶した人口50万人以上の都市：ハワイ州のホノルル。同等あるいはそれ以上の都市で最も近いのはサンフランシスコで3858km離れている[26]。
- 最も隔絶した有人島：南大西洋のトリスタン・ダ・クーニャで、前出の通り南アフリカから2816km、南アメリカから3360km離れている。
- 最も隔絶した空港：イースター島のマタベリ国際空港で、軍民共用の1本の滑走路を持つ。3759km離れたチリのサンチアゴにあるアルトゥーロ・メリノ・ベニテス国際空港からは定期便が、2603km離れたフランス領ポリネシアガンビエ諸島の中心マンガレバ島からは不定期便が就航している[27][28]。

### 人工物の最高所・最低所

#### 人工物の最深点

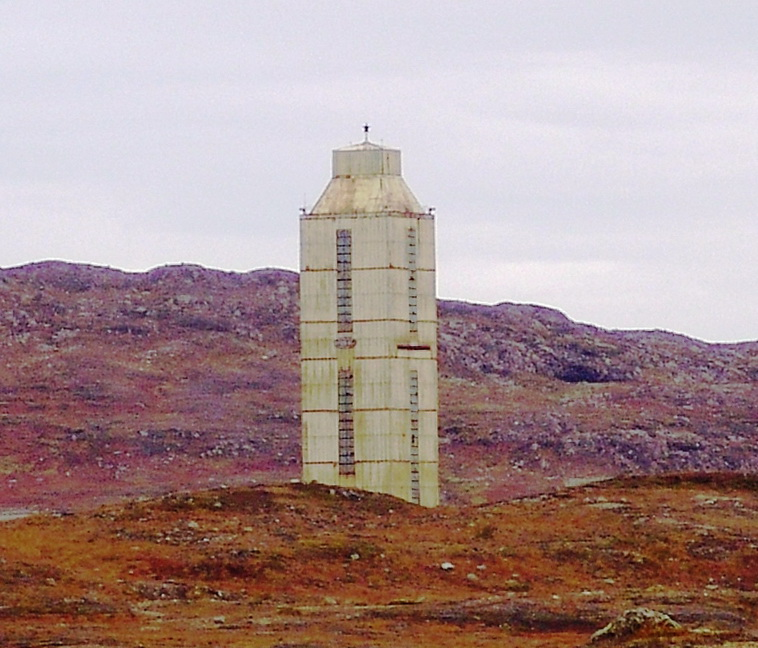
最も深い孔、コラ半島超深度掘削坑

- 地下の最深点：地質学研究のため掘削された、ロシアのコラ半島にある地底12261mのコラ半島超深度掘削坑のSG-3坑である。Google マップでは海抜400m程度と推測される[29]。
- 地表から最深の露天掘り鉱山：アメリカユタ州のビンガムキャニオン鉱山。深さは1,200m。
- 海水面から最深の露天掘り鉱山：ドイツのハンバッハ鉱山。底部は海面-293mに達し、「太陽の当たる（自然/人工を問わない）地形」としてはヨーロッパ最低標高地点。
- 人間の入れる地下最深点：南アフリカ共和国の金鉱山タウトナ鉱山にある深さ3.9km[30]に達する坑道である。
- 水面下の最深点：メキシコ湾の海上油田ディープウォーター・ホライズンにある10680m（海底の坑口から）の油井である。油井の口は水面下1259mにあるので、水面からは11939mとなる[31]。北緯28度44分12秒 西経88度23分13秒 / 北緯28.736667度 西経88.386944度にある。

#### 交通による最高到達点

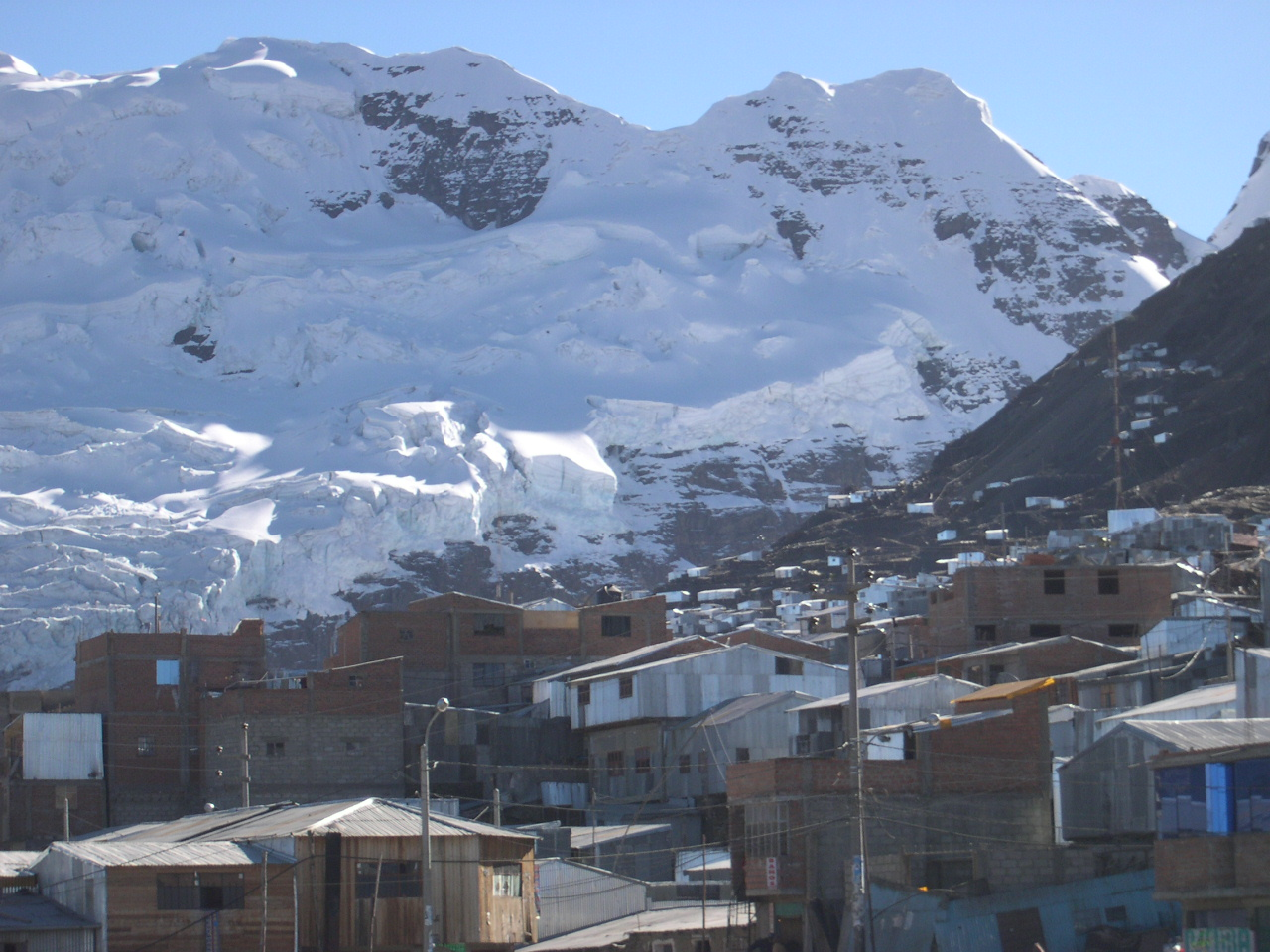
居住地で最高地点にあるペルーのラ・リンコナダ

- 行き止まりの道路：チリのアントファガスタ州アウカンキルチャ（英語版）で、6176mの火山頂上まで鉱山の20トントラックが到達していた[32]。道路は現在は使用できない。南緯21度12分50秒 西経68度28分30秒 / 南緯21.214度 西経68.475度にある。
- 峠の道路：チベットのセモ・ラ（英語版）5565m、あるいはインドのレー東方100kmのマーシミック・ラ（英語版）5582mであろう。チベットにはさらに高い車両通行可能な峠のある可能性もあるが、現地へのアクセスと情報が制限されているため詳細は明らかでない。カルドゥン・ラ#自動車が通過可能な世界一標高の高い峠か？も参照。
- 鉄道：チベットと青海省の境界にある青蔵鉄道のタングラ峠が5072mを記録しており、1km離れたタングラ駅も5068mで世界最高地点の鉄道駅である[33]。
- 商業空港：中華人民共和国四川省の稲城亜丁空港が4,411mで最も高い。チベットに建設中のナクチュ・ダグリン空港（英語版）が完成すれば4436mでこれを上回る。

#### 交通による最低到達点

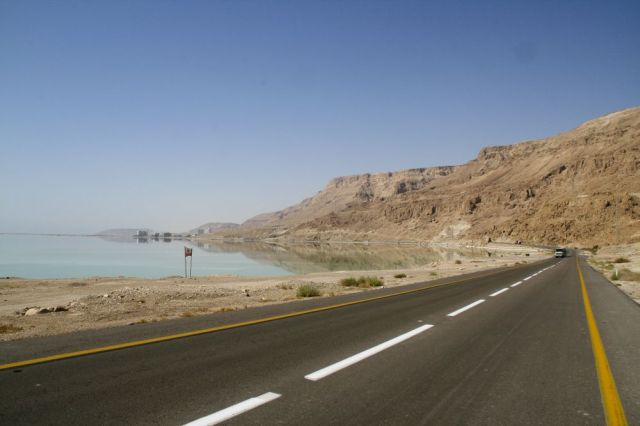
死海。乾いた地表で最低点、道路でも地球上の最低点

- 道路：死海沿岸のもので海抜マイナス418mである。
- 鉄道：南アフリカ共和国の金鉱山にある鉄道が数千mの深さに達しているが、鉱山鉄道を除外すると日本の青函トンネルが海面下240mである[34]。駅では海面下149.5mの吉岡海底駅が世界一最低所の駅だったが、2014年に駅としては廃止され、以降は青函トンネル竜飛斜坑線（ケーブルカー）の体験坑道駅が海面下140m[35]で最低所の駅となっている。廃線では、イスラエル・ヨルダン中立地帯にある「海抜マイナス257.5mの鉄道橋」と説明をつけられた写真がflickrに見える[36]。
- 商業空港：イスラエルのMasadaにあるI Bar Yehuda (ICAO: LLMZ, IATA: MTZ)、北緯31度19分41秒 東経35度23分19秒 / 北緯31.32806度 東経35.38861度が海抜マイナス385m[37]あるいは378m[38]。近くのSedomにあるMin'hat Hashnayim (IATA: SED)、北緯31度08分 東経35度22分 / 北緯31.133度 東経35.367度は[39]、さらに低所の可能性がある[40]。